# Михельбах-на-Бильце
Михельбах-на-Бильце (нем. Michelbach an der Bilz) — община в Германии, в земле Баден-Вюртемберг. 
Подчиняется административному округу Штутгарт. Входит в состав района Швебиш-Халль.  Население составляет 3375 человек (на 31 декабря 2010 года). Занимает площадь 17,69 км².